# Luvila marmorata
Luvila marmorata är en insektsart som beskrevs av Irena Dworakowska 1977. Luvila marmorata ingår i släktet Luvila och familjen dvärgstritar.
Artens utbredningsområde är Kongo-Kinshasa. Inga underarter finns listade i Catalogue of Life.